# Бјежак
Бјежак (фр. Bieujac) насеље је и општина у југозападној Француској у региону Аквитанија, у департману Жиронда која припада префектури Лангон.
По подацима из 2011. године у општини је живело 506 становника, а густина насељености је износила 72,6 становника/km². Општина се простире на површини од 6,97 km². Налази се на средњој надморској висини од 26 метара (максималној 58 m, а минималној 13 m).

## Демографија
| 1962. | 1968. | 1975. | 1982. | 1990. | 1999. | 2011. |
| ----- | ----- | ----- | ----- | ----- | ----- | ----- |
| 341   | 344   | 280   | 297   | 384   | 416   | 506   |

График промене броја становника у току последњих година